# Edwardsia rubricollum
Edwardsia rubricollum is een zeeanemonensoort uit de familie Edwardsiidae.
Edwardsia rubricollum is voor het eerst wetenschappelijk beschreven door Stimpson in 1856.